# گرده‌خوار

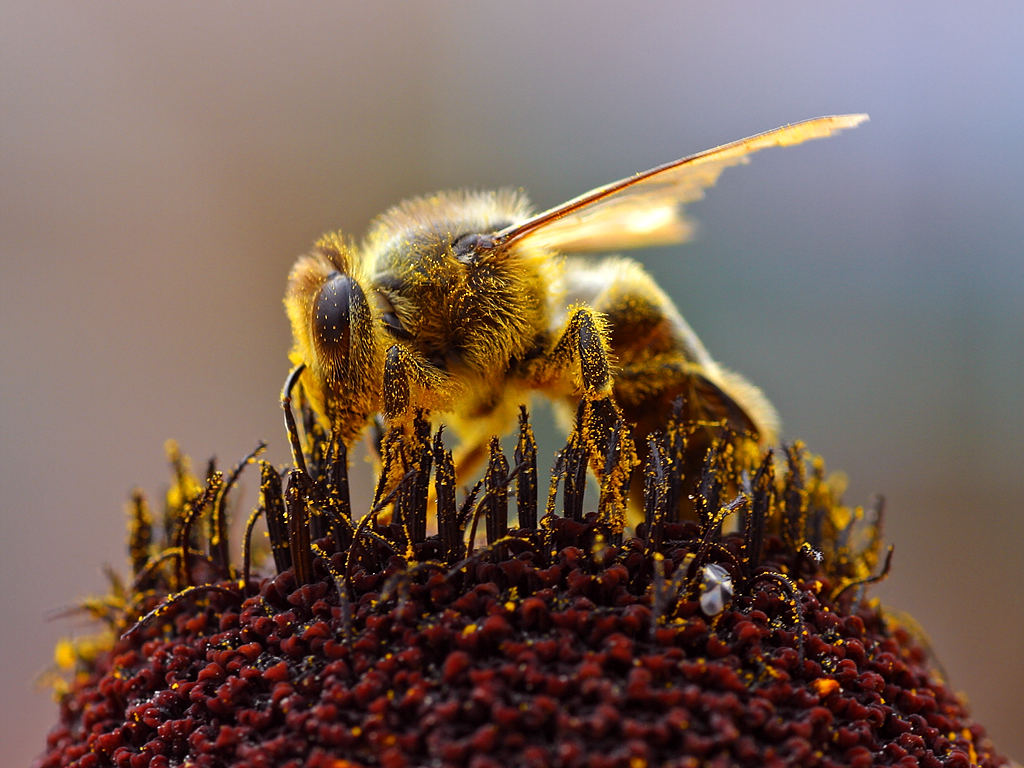
زنبور عسل گرده گل را جمع‌آوری می‌کند

در جانورشناسی، (به لاتین: palynivore)، به معنی "گرده‌خوار" (از یونانی palunō، به معنی "پاشیدن، پاشیدن" و واژۀ لاتین vorare به معنای "بلعیدن") جانوری گیاه‌خوار است که به‌طور انتخابی گردههای غنی از مواد مغذی تولیدشده توسط گیاهان گلدار و بازدانگان را می‌خورد. بیشتر گرده‌خواران راستین، حشرات یا کنه‌ها هستند. این دسته در سخت‌ترین کاربرد آن شامل بیشتر زنبورها و چند نوع زنبور می‌شود، زیرا گرده اغلب تنها غذای جامدی است که در تمام مراحل زندگی در این حشرات مصرف می‌شود. با این حال، این دسته را می‌توان گسترش داد تا گونه‌های متنوع‌تری را شامل شود. برای مثال، کنه‌های گرده‌خوار و تریپس‌ها معمولاً از محتوای مایع دانه‌های گرده تغذیه می‌کنند بدون اینکه عملاً گرده یا بخش جامد دانه را مصرف کنند. به‌علاوه، اگر گونه‌هایی را در نظر بگیریم که در آن‌ها لارو یا مرحله بالغ از گرده تغذیه می‌کند، اما نه هر دو، این فهرست بسیار گسترش می‌یابد. زنبورهای بی‌عسل نیز در این دسته هستند و همچنین سوسک‌ها، مگس‌ها، پروانه‌ها و شاپرک‌ها. یکی از این گونه‌های زنبور عسل که تنها در مرحله لاروی خود گرده مصرف می‌کند، Apis mellifera carnica است. مجموعه وسیعی از حشرات وجود دارند که به‌طور فرصت‌طلبانه از گرده‌ها تغذیه می‌کنند، مانند پرندگان مختلف، عنکبوت‌های گوی بافی و سایر شهدخواران.

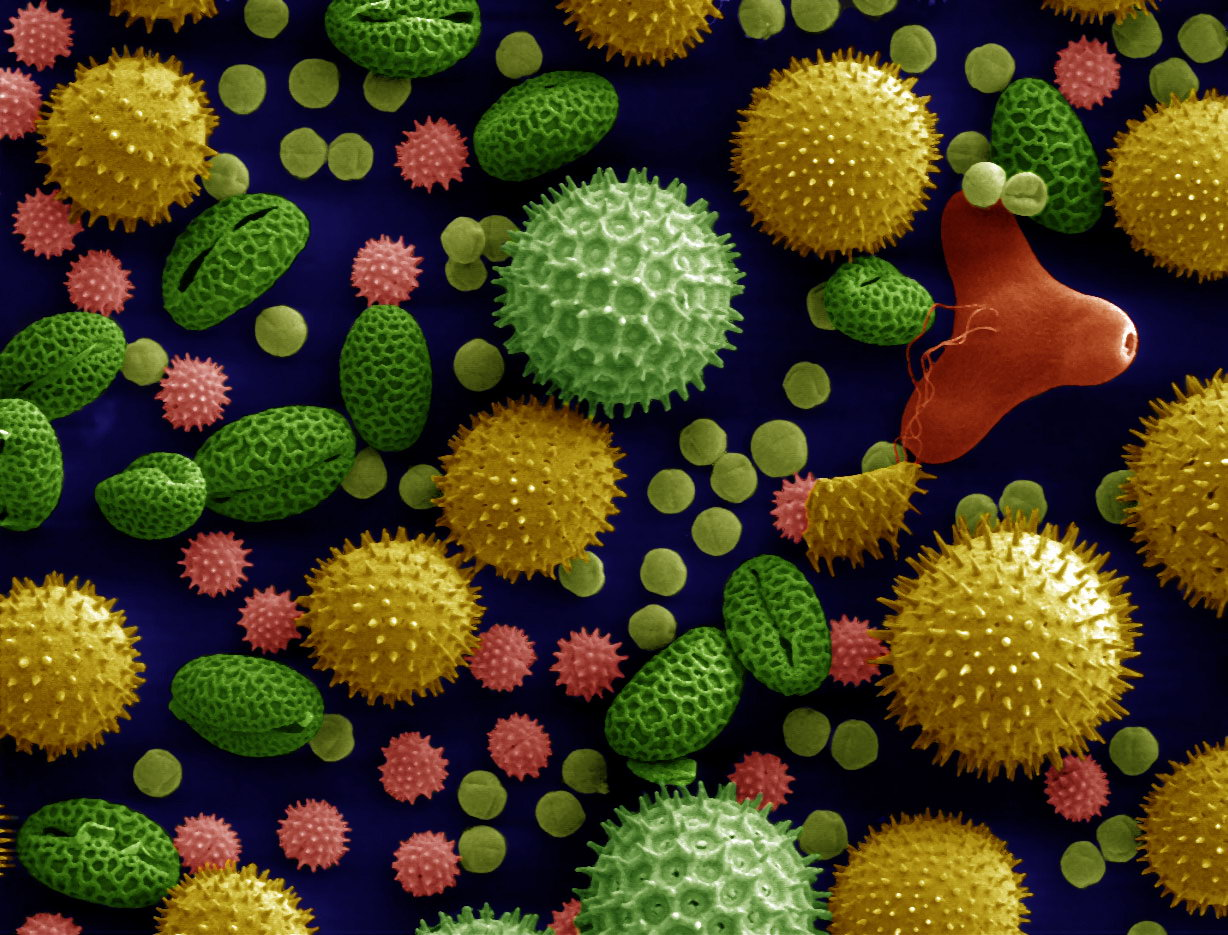
عکس‌های میکروسکوپ الکترونی از انواع گرده